# Stefan Neumann
Stefan Werner Neumann (* 14. Dezember 1966 in Berlin) ist ein Brigadegeneral der Luftwaffe der Bundeswehr und seit Januar 2025 General Manager der NATO Airborne Early Warning and Control Programme Management Organisation.

## Militärische Laufbahn
Neumann trat 1986 als Offizieranwärter bei der 7. Kompanie des Luftwaffenausbildungsregiments in Roth in die Luftwaffe ein. Bis 1988 absolvierte er den Offizierlehrgang und das fliegerische Qualifikationsverfahren in Fürstenfeldbruck. Seine fliegerische Ausbildung erfolgte von 1989 bis 1991 bei der Verkehrsfliegerschule der Lufthansa in Bremen. Anschließend war er Transportflugzeugführer auf den Flugzeugtypen VFW 614 und Bombardier Challenger 600 bei der Flugbereitschaft des Bundesministeriums der Verteidigung (BMVg). 
Von 1999 bis 2001 absolvierte Neumann den 44. Generalstabslehrgang Luftwaffe an der Führungsakademie der Bundeswehr in Hamburg, wo er zum Offizier im Generalstabsdienst ausgebildet wurde. Es folgten Verwendungen im Lufttransportkommando als Abteilungsleiter 2 (bis 2002) und Dezernatsleiter A 3 a (bis 2003), ehe Neumann Staffelkapitän der 2. Staffel in der Flugbereitschaft des BMVg wurde. 2005 wurde er als Projektoffizier für die Übung FÜREX im Luftwaffenführungskommando in Köln eingesetzt. Danach folgte seine erste ministerielle Verwendung als Grundsatzreferent für Lufttransport im Führungsstab der Luftwaffe (Fü L III 5). Anschließend diente Neumann für ein Jahr als Rüstungsreferent im Büro von Staatssekretär Rüdiger Wolf. Von 2010 bis 2012 folgte ein Truppenkommando als Kommodore des Lufttransportgeschwaders 63 in Hohn, bevor er als Leiter Mission Controlling und stellvertretender Deutscher Dienstältester Offizier des Deutschen Anteils im European Air Transport Command in Eindhoven (Niederlande) eingesetzt wurde. 2014 wurde Neumann Kommandeur der Flugbereitschaft des BMVg, was er bis 2017 blieb. Im Anschluss wechselte er wieder ins BMVg als Referatsleiter im Bereich (Aus-)rüstung (A IV 1), bevor er im August 2021 seine Stelle als Commander NATO Airborne Early Warning and Control Force E-3A Component antrat.
Er übergab das Kommando in Geilenkirchen im Juni 2024, leistete kurzzeitig Dienst im Luftwaffentruppenkommando und wurde im Januar 2025 General Manager der NATO Airborne Early Warning and Control Programme Management Organisation.

## Privates
Neumann ist verheiratet und hat einen Sohn.